# Cesáreo de Armellada
Jesús María García Gómez (Armellada, Turcia, provincia de León, 1 de febrero de 1908 - Caracas, Venezuela, 9 de octubre de 1996), más conocido como fray Cesáreo de Armellada fue un religioso capuchino, periodista, escritor y publicista hispano-venezolano, que convivió, estudió y aprendió la cultura de los indígenas de la etnia pemón, al sur de Venezuela y que, entre otros logros notables, desarrolló la primera gramática y diccionario de la lengua pemón.

## Biografía
Fray Cesáreo de Armellada tomó su nombre misionario - con el que fue conocido y reconocido - de su pueblo natal. Llegó en mayo de 1936 a la Gran Sabana, en la Amazonia venezolana, donde se instala a convivir con los indígenas locales, permaneciendo allí hasta 1943. Durante ese periodo, se encontró con una civilización tan rica que no sólo tuvo la oportunidad de documentarse en su lengua y psicología, sino que además logró un valiosísimo caudal de datos para comprender y estudiar los valores de esta etnia. Llegó a aprender seis lenguas, que dominó con la misma perfección y facilidad que el castellano. 
Armellada fue el alumno de mayor edad en salir de la primera promoción de la Universidad Católica Andrés Bello de Caracas en 1965, y llegó a ser profesor de esa misma casa de estudios. 
Fue miembro de la Sociedad de Estudios Americanistas de París, de la Sociedad Bolivariana de Caracas, Director de la revista "Venezuela Misionera", Director del Archivo Arzobispal de Caracas y académico (Sillón D) de la Academia Venezolana de la Lengua, correspondiente de la Real Academia Española.

## Obra
- Catecismo de la Doctrina Cristiana en Taurepán y en Español (en collaboracion con otros misioneros), Editorial Venezuela, Caracas 1938
- Las lenguas indígenas venezolanas y el castellano
- Exploración del Paragua (en colaboración con Baltasar Matallana), en: Boletín de la Sociedad Venezolana de Ciencias Naturales, tomo VIII, Caracas 1941
- Gramática y Diccionario de la Lengua Pemón (Taurepán, Arekuna, Kamarakoto, Familia Karibe), tomo I: Gramática, C. A. Artes Gráficas, Caracas 1943
- La Última Expedición a la Sierra de Perijá (del 26 de junio al 15 de julio de 1943), folleto de 38 pp., Tipografía Jiménez, Maracaibo, 1943
- Gramática y Diccionario de la Lengua Pemón (Taurepán, Arekuna, Kamarakoto, Familia Karibe), tomo II: Diccionario, C. A. Artes Gráficas, Caracas 1944
- Pantón Ichipupué – Así cuentan los indios, serie de artículos en la revista Venezuela Misionera, 1944
- Cómo son los Indios Pemones de la Gran Sabana. Estudio Etnográfico, Tercera Conferencia Interamericana de Agricultura, Editorial Elite, Caracas 1946
- Historia Sagrada en dialecto Pemón (Lengua Caribe) y en castellano para uso de los Indios Pemones (Gran Sabana, Edo. Bolívar, Venezuela), Imprenta Nacional, Maracaibo 1946
- Les indiens „motilones“ (en colaboración con Paul Rivet), Société des Américanistes, París 1950
- Periodo de la República (1811 a 1954), Ministerio de Justicia, Comisión Indigenista, Caracas 1954
- Fuero indígena venezolano, Ministerio de Justicia, Comisión Indigenista, Caracas 1954
- La causa indígena americana en las Cortes de Cádiz, Ediciones Cultura Hispánica, Madrid 1959
- Por la Venezuela Indígena de Ayer y de Hoy. Relatos de Misioneros Capuchinos en Viaje por la Venezuela Indígena durante los Siglos XVII, XVIII y XX, tomo I: siglos XVII y XVIII, Monografías n.º 5, Sociedad de Ciencias Naturales La Salle, Caracas 1960
- Taurón Pantón. Cuentos y leyendas de los indios Pemón, Ediciones del Ministerio de Educación, Editorial Arte, Caracas 1964
- Taurón Pantón II. Así dice el cuento, Universidad Católica Andrés Bello, Editorial Arte, Caracas 1973
- Pemontón Taremurú. Invocaciones mágicas de los indios Pemón, Universidad Católica Andrés Bello, Caracas 1973
- Literaturas Indígenas Venezolanas. Visión Panorámica Actual de las Literaturas Indígenas Venezolanas (en colaboración con Carmela Bentivenga de Napolitano), Monte Ávila Editores, Caracas 1975
- Diccionario Pemón (en colaboración con Mariano Gutiérrez Salazar), Ediciones Corpoven, Caracas 1981
- El tigre y el cangrejo. Cuento de la tribu pemón, Ekaré, Caracas 1985
- El cocuyo y la mora. Cuento de la tribu pemón, Ekaré–Banco del Libro, Caracas 1985
- El tigre y el rayo. Cuento de la tribu pemón, Ekaré–Banco del Libro, Caracas 1985
- El rabipelado burlado, Cuento de la tribu pemón, Ekaré–Banco del Libro, Caracas 1985
- Cuentos y No Cuentos/Pantón, Pantón Neke-ré. Cuentos y Relatos de los Indios Pemones (Gran Sabana, Estado Bolívar), Instituto Venezolano de Lenguas Indígenas, Universidad Católica Andrés Bello, Caracas 1988
- La abeja en busca de casa

Artículos y estudios en varias revistas, sobre todo en Venezuela Misionera